# Cunlhat
Cunlhat är en kommun i departementet Puy-de-Dôme i regionen Auvergne-Rhône-Alpes i centrala Frankrike. Kommunen ligger i kantonen Cunlhat som tillhör arrondissementet Ambert. År 2022 hade Cunlhat 1 301 invånare.

## Befolkningsutveckling
Antalet invånare i kommunen Cunlhat
| Referens: INSEE |